# Jean Devaines
Jean Devaines (* September 1733 in Paris; † 15. März 1803 ebenda) war ein französischer Staatsbeamter und Mitglied der Académie française.

## Leben
Jean Devaines, Sohn eines Steuereinnehmers, besuchte das Lycée Louis-le-Grand. Er wurde Finanzbeamter, stieg zum engen Mitarbeiter Turgots auf und erwarb Reichtum. Er verkehrte in den Kreisen der Enzyklopädisten und schrieb auch selbst Artikel für die Encyclopédie. Er war speziell mit Jean Baptiste Antoine Suard befreundet, ferner mit André Morellet, und beriet Voltaire und Buffon in Geldangelegenheiten. Literarisch interessiert, verkehrte er in den Salons von Paris, wurde dank Turgot königlicher Kammerlektor und unterhielt in seinem Haus in der Rue Royale einen eigenen literarischen Salon.
Während der Revolution war er als Freund Condorcets Finanzkommissar. Später wurde er zusammen mit seiner Frau eingesperrt und kam erst nach dem Sturz Robespierres frei. Bonaparte berief ihn zum Staatsrat und 1803 bei Wiederbegründung der Académie française in Form der 2. Klasse des Institut de France zu deren Mitglied (Sitz Nr. 36). 47 Tage später beging er (aus privaten Gründen) Selbstmord mit Hilfe eines von Pierre-Jean-Georges Cabanis gelieferten Giftes.
Suard hat Prosa von Devaines in seinen Mélanges de littérature (5 Bde. Paris 1803) veröffentlicht. Devaines Freundschaft zu Julie de Lespinasse war in neuester Zeit Gegenstand literaturwissenschaftlicher Aufmerksamkeit.